# Гумінові речовини

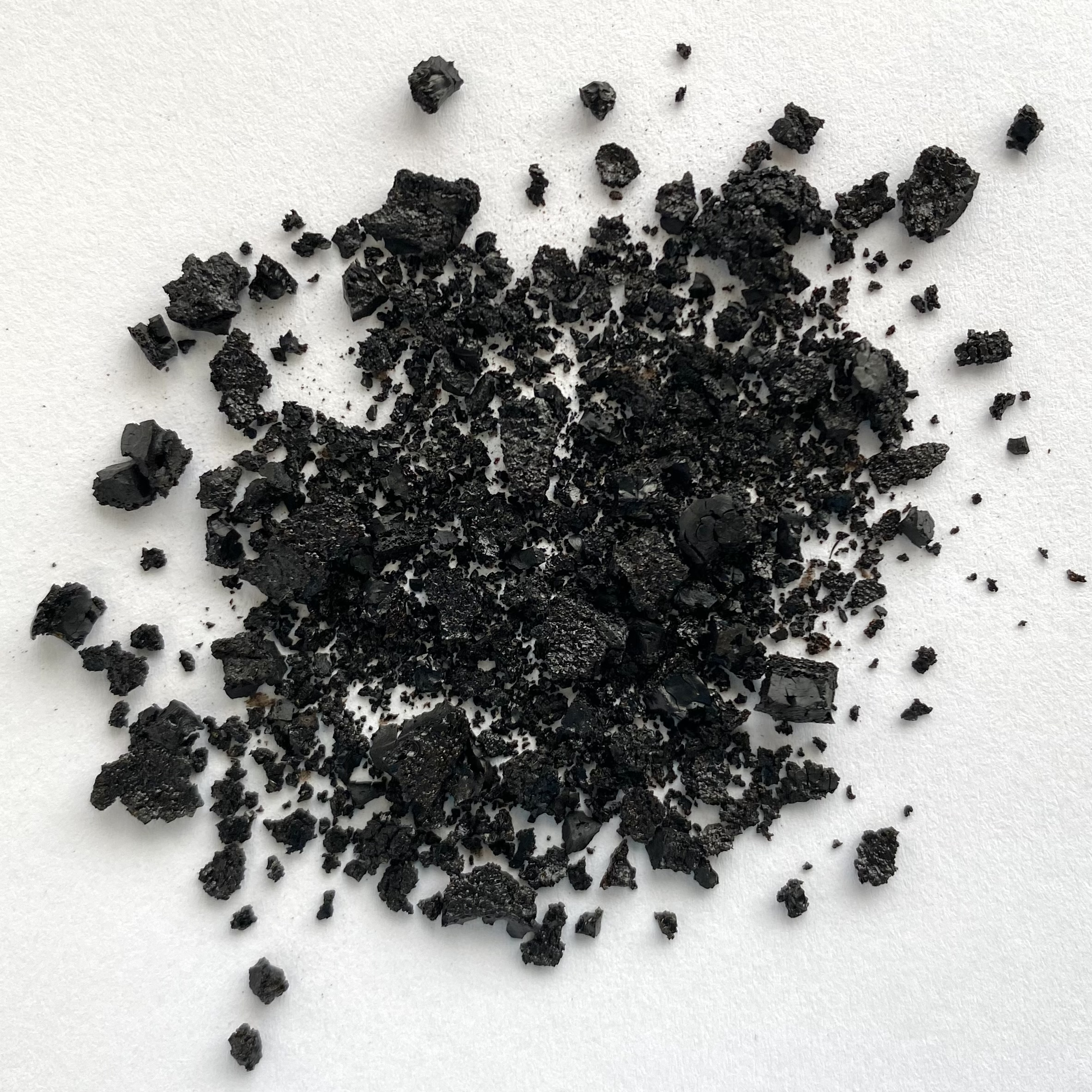
Гумінові кислоти, виділені з торфу

Гумінові речовини (ГР) — органічні сполуки високої молекулярної маси, що утворюються, трансформуються та розкладаються на проміжних стадіях процесу мінералізації органічної речовини організмів, що відмирають.

## Загальний опис
Гумінові речовини — природні органічні сполуки, що становлять від 50 до 90 % органічної речовини торфу, вугілля, сапропелів та неживої матерії ґрунтових та водних екосистем.
Гумінові речовини утворюються при розкладанні рослинних та тваринних залишків під дією мікроорганізмів та абіотичних факторів середовища. Є макрокомпонентом органічної речовини ґрунтових і водних екосистем, а також твердих горючих копалин.
ГР є продуктом стохастичного синтезу, що зумовлює нестехіометричний їх склад та нерегулярну гетерогенну структуру.
Кожна молекула ГР індивідуальна, можна уявити лише гіпотетичний фрагмент, що дозволяє скласти деяку думку про будову молекули.
Загальноприйнята класифікація гумінових речовин заснована на відмінності в розчинності у кислотах та лугах. Відповідно до цієї класифікації, гумінові речовини поділяють на три складові:
Гумін — невийманий залишок, нерозчинний у всьому діапазоні pH;
Гумінові кислоти — фракція, розчинна при pH>2;
Фульвокислоти — фракція, розчинна у всьому діапазоні pH.

## Застосування
Гумінові речовини мають широке застосування у багатьох галузях промисловості та у сільському господарстві.
У рослинництві їх використовують як стимулятори росту рослин (гумати калію, гумати натрію, фульвокислоти).
У тваринництві їх використовують як стимулятори зростання тварин (птахів, свиней та ін.).
У металургії використовуються виготовлення складів для точного лиття.
У нафтовидобувній промисловості як бурові розчини.